# Statutum in favorem principum
Statutum in favorem principum (slovensko Statut v korist knezov), objavljen leta 1231 in ponovno potrjen leta 1232, velja za enega od najpomembnejših pravnih aktov  Svetega rimskega cesarstva na nemškem ozemlju.
Maja 1231 je nemški kralj Henrik, sin Friderika II., pod pritiskom nemških posvetnih knezov  kljub očetovem nasprotovanju podelil knezom privilegije, zelo podobne tistim, ki so jih dobili cerkveni knezi oziroma škofi s Confoederatio cum principibus ecclesiasticis ob Henrikovem kronanju leta 1220. Friderik II. je privilegije potrdil maja 1232.
Cesar se je s tem odpovedal številnim svojim pomembnim pravicam (regalia) v korist posvetniih knezov. Slednji so, med drugim, dobili pravico do kovanja svojega denarja in zaračunavanja mitnine v nemškem delu Svetega rimskega cesarstva. Friderik jim je podelil tudi pravico do odobritve vseh zakonov, ki bi jih v  prihodnosti predlagal cesar.
Uredba tega zakona je skupaj s prejšnjo Confoederatio izjemno okrepila moč in vpliv teritorialnih knezov v odnosu do cesarstva in mest. Friderikov cilj je bil ohraniti svoje cesarstvo severno od Alp varno pod neposredno vladavino knezov, kar bi mu omogočilo, da se osredotoči na južni del cesarstva. Posledično je bil ta zakon osnova federalizma v Nemčiji.